# Friedrich von Dönhoff
Fryderyk hrabia Denhoff (niem. Friedrich Graf von Dönhoff, ur. 24 maja 1639 w Waldau, zm. 16 lutego 1696 w Memelu) – brandenbursko-pruski generał lejtnant, wojenny tajny radca elektora brandenburskiego i księcia pruskiego, właściciel Wolfsdorfu i Friedrichsteinu.

## Biografia
Pochodził z inflanckiej rodziny Dönhoffów, której przedstawiciele należeli do elit władzy w Rzeczypospolitej Obojga Narodów. Był synem Ernesta Magnusa Denhoffa (Magnus Ernst von Dönhoff), bratem Gerarda (ok. 1632-1685) i Ernesta.
13 listopada 1664 r. poślubił baronównę Eleonorę Katarzynę von Schwerin. Wraz z rodziną osiadł na stałe w Prusach, gdzie od 1666 r. rodową rezydencją pruskiej linii rodu Dönhoffów i stolicą ordynacji rodowej był Friedrichstein w dolinie Pregoły, ok. 20 km od Królewca.
18 maja 1667 r. wstąpił w szeregi pruskiej armii jako podpułkownik i komendant 2 Pułk Piechoty. 24 czerwca 1668 r. został mianowany pułkownikiem i szefem tegoż pułku. W 1673 r. reprezentował Wielkiego Elektora podczas elekcji po śmierci Michała Korybuta Wiśniowieckiego.
Od 10 kwietnia 1678 r. generał major, od 18 lipca 1678 r. gubernator Kłajpedy (wówczas Memel), generał lejtnant od 5 marca 1684 r.. W 1688 r. został nadszambelanem (Oberkammerherr) oraz tajnym radcą stanu i radcą wojennym – członkiem Izby Rady Najwyższej (późniejszej Geheimer Staatsrat). W 1692 r. mianowano go także komendantem garnizonu w Kłajpedzie, gdzie zmarł w 1696 r. Był kalwinistą.

## Potomstwo
Z żoną, Eleonorą Kathariną Elisabeth von Schwerin, miał co najmniej czterech synów i dwie córki, choć wymienia się również dziewięcioro dzieci. Bardziej znane to:
- Otto Magnus (18 października 1665 – 14 grudnia 1717), pruski generał porucznik i dyplomata;
- Bogislaw Friedrich(inne języki) (6 grudnia 1669 – 24 grudnia 1742), pruski generał major;
- Ernst Wladislaus(inne języki) (26 listopada 1672 – 10 czerwca 1724), pruski generał porucznik;
- Eleonore(inne języki) (29 października 1674 – 2 września 1726), żona feldmarszałka Hansa Albrechta von Barfusa(inne języki);
- Alexander(inne języki) (9 lutego 1683 – 9 października 1742), pruski generał porucznik i zausznik króla Fryderyka Wilhelma.